# Улица Кеск-Амеэрика
У́лица Кеск-Аме́эрика (эст. Kesk-Ameerika tänav, с эст. — Средняя Американская улица) — улица в Таллине, столице Эстонии.

## География
Пролегает в микрорайоне Уус-Мааильм городского района Кесклинн . Начинается у перекрёстка улиц Вяйке-Амеэрика и Луха, пересекается с улицей Комеэди и заканчивается тупиком.
Протяжённость улицы — 221 м.

## История
В начале XX века официально зафиксировано название Средняя Американская улица, в 1908 году улица упоминается как эст. Kesk-Amerika tänav, во время немецкой оккупации — как нем. Mittlere Amerikastraße.
С 27 ноября 1950 года до 25 сентября 1959 года носила название улица Кеск (эст. Kesk tänav), затем — улица Куу (эст. Kuu tänav). 18 октября 1991 году улице было возвращено её историческое название.
Общественный транспорт по улице не курсирует.

## Застройка
Регистровый адрес улицы носят семь малоэтажных жилых домов, в основном построенных в середине XX века. Пятиэтажный квартирный дом номер 7 был построен в 2006 году.